# Hulk (manga)
Hulk (en japonés ハルク, Haruku) es un manga basado en el cómic The Incredible Hulk (en España, La increíble Masa y en Hispanoamérica, El hombre Increíble) creado por Stan Lee y Jack Kirby para Marvel Comics, desarrollado por Kosei Ôno y adaptado por Kazuo Koike y Yukio Togawa y dibujado por Yoshihiro Morito y Kôsei Saigô, y serializado en el semanario juvenil Shûkan Bokura Magazine de la editorial Kôdansha en 1971.

## Antecedentes y estructura de la serie
El manga de Hulk fue el segundo intento por parte de Kôdansha de realizar en Japón una versión adaptada de un cómic de Marvel. Ya en 1970 la editorial nipona había acordado con la estadounidense realizar otra versión de The Amazing Spider-Man (en España, El sorprendente Hombre Araña), por Kazumasa Hirai y Ryôichi Ikegami, que se serializó en el mensual de la editorial Bessatsu Shônen Magazine. 
A diferencia de Spider-Man, que tuvo solo un guionista y un dibujante acreditados, el manga de Hulk fue realizado por un equipo de dos guionistas y dos dibujantes que trabajaban en episodios alternos bajo el asesoramiento del especialista japonés en cómics estadounidenses Kosei Ôno.
Para hacer más atractiva la serie entre el público juvenil, el Bokura Magazine publicaba íntegramente sus episodios en papel bicolor de tonos verdes, un sistema de impresión más caro, que en aquella época se utilizaba solo en las primeras páginas de una revista estándar, y en tonos rojos o azules.

## Argumento
Un punto común con Spider-Man es que la acción de la historia transcurre íntegramente en Japón y todos los protagonistas son japoneses. El protagonista de la historia es el científico Araki, que al igual que su homólogo estadounidense Bruce Banner, es accidentalmente expuesto a un experimento propio que lo transforma involuntariamente en una monstruosa mole sobrehumana de color verde que siembra el caos allá por donde pasa. Solo el estado de calma y sosiego devuelven a Araki el control de su cuerpo y la desaparición de su irascible alter ego. Araki/Hulk es constantemente perseguido por el ejército.
- Datos: Q9005341